# Nurowszczyzna
Nurowszczyzna (biał. Нароўшчына, Narouszczyna; ros. Норовщина, Norowszczina) – wieś na Białorusi, w obwodzie brzeskim, w rejonie kamienieckim, w sielsowiecie Rzeczyca.

## Historia
W XIX i w początkach XX w. położona była w Rosji, w guberni grodzieńskiej, w powiecie prużańskim, w gminie Staruny.
W dwudziestoleciu międzywojennym leżała w Polsce, w województwie poleskim, w powiecie prużańskim, w gminie Horodeczno. W 1921 miejscowość liczyła 93 mieszkańców, zamieszkałych w 19 budynkach, wyłącznie Białorusinów wyznania prawosławnego.
Po II wojnie światowej w granicach Związku Sowieckiego. Od 1991 w niepodległej Białorusi.